# Toponica (gmina Bela Palanka)
Toponica (cyr. Топоница) – wieś w Serbii, w okręgu pirockim, w gminie Bela Palanka. W 2011 roku liczyła 30 mieszkańców.